# 蘇州工業園区
中国-シンガポール蘇州工業園区（ちゅうごく-シンガポール-そしゅうこうぎょうえんく、China-Singapore Suzhou Industrial Park）は通常蘇州工業園区（Suzhou Industrial Park, SIP）と呼ばれ、中華人民共和国江蘇省蘇州市に位置する工業園区。蘇州市街地の東側（崑山・上海方面）にあり、西側の蘇州高新区と共に国内・国外の企業が多く立地しているところである。
1994年2月26日に中国の呉儀対外貿易経済合作部部長とシンガポールのリー・クアンユー上級相が共同開発で合意して設立された。
中華人民共和国民政部による行政区画では姑蘇区の一部と見なされている。

## 行政区画
- 街道：婁葑街道、唯亭街道、勝浦街道、斜塘街道、金鶏湖街道